# Gremi de Galeries d'Art de Catalunya
El Gremi de Galeries d’Art de Catalunya és una associació sense ànim de lucre fundada el 1978 per promoure les arts visuals a Catalunya. És la primera associació de l'estil fundada a l'Estat Espanyol. Organitza esdeveniments com la Setmana de l’Art a Catalunya, GAC Art Fair, Art Weekends, La Nit del Col·leccionista i Galerista o els Premis GAC. Des de 2019 la seva presidenta és Mònica Ramon, d'Artur Ramon Art.